# Árapályerőmű

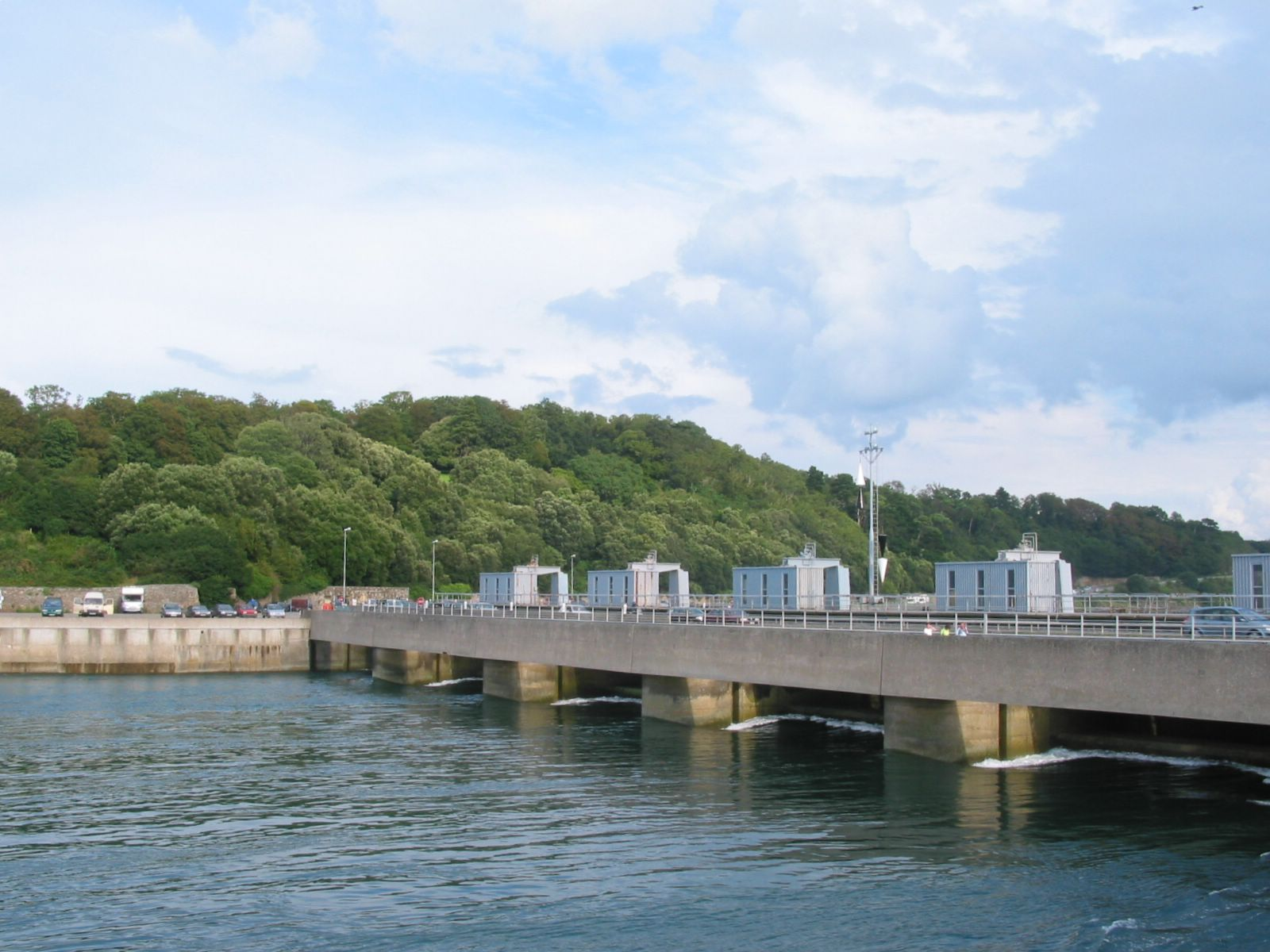
A bretagne-i árapályerőmű a Rance folyón

Az árapályerőmű a Földet körülvevő vízburok napi kétszeri szintváltozásából, az árapályból eredő energia kiaknázására létrehozott erőmű.

## Az árapály magyarázata
A Hold és a Nap Földre gyakorolt tömegvonzásából alakul ki az árapály jelensége. A Föld szilárd felszíni része egy testként mozog, ezzel szemben a vízburok deformálódhat. A Holdhoz közelebbi oldalon nagyobb erő hat az óceánok vizére, mint a Föld szilárd részére, így a vízszint megemelkedik. Ez Newton törvényéből adódik. A Holddal átellenes oldali óceánok vize pedig messzebb van a Holdtól a Föld szilárd részénél, így ez a szilárd rész nagyobb mértékben mozdul el a Hold felé. A sarkok közelében viszont a vizekre a Föld közepe felé mutató erő hat. A Hold mellett a Nap is létrehoz árapályt a Földön. Magának a jelenségnek az energiája a Föld forgásából származik, különben nem lenne adott helyen rendszeres ár-apály váltakozás.

## Története
Az árapály jelenség energia termelésre való hasznosítása egészen a középkorig nyúlik vissza. Franciaországban és Nagy-Britanniában kis vízi malmokat használtak gabona őrlésre, fa fűrészelésre, amelyek a be- és a kiáramló vizet hasznosították. A 11. századból a Domesday Book tesz említést egy árapály malomról, amely az angliai doveri kikötő partján állt. Ezután folyamatosan épültek új malmok Európa nyugati partjainál. Az utóbbi időkben azonban az árapály jelenség elektromos áram termelésére való hasznosítása került előtérbe. Ezt hatalmas duzzasztógátakban lévő turbinák segítségével lehet megoldani, illetve a folyótorkolatokba épített gátakkal. Legjelentősebb árapály erőművek a következők: bretagne-i árapály erőmű (Franciaország), Annapolis Royal-i erőmű (Kanada). A legnagyobb teljesítményű árapályerőművek Dél-Koreában épültek, a Sihwa-tavi erőmű 254 MW teljesítményű.

## Részei

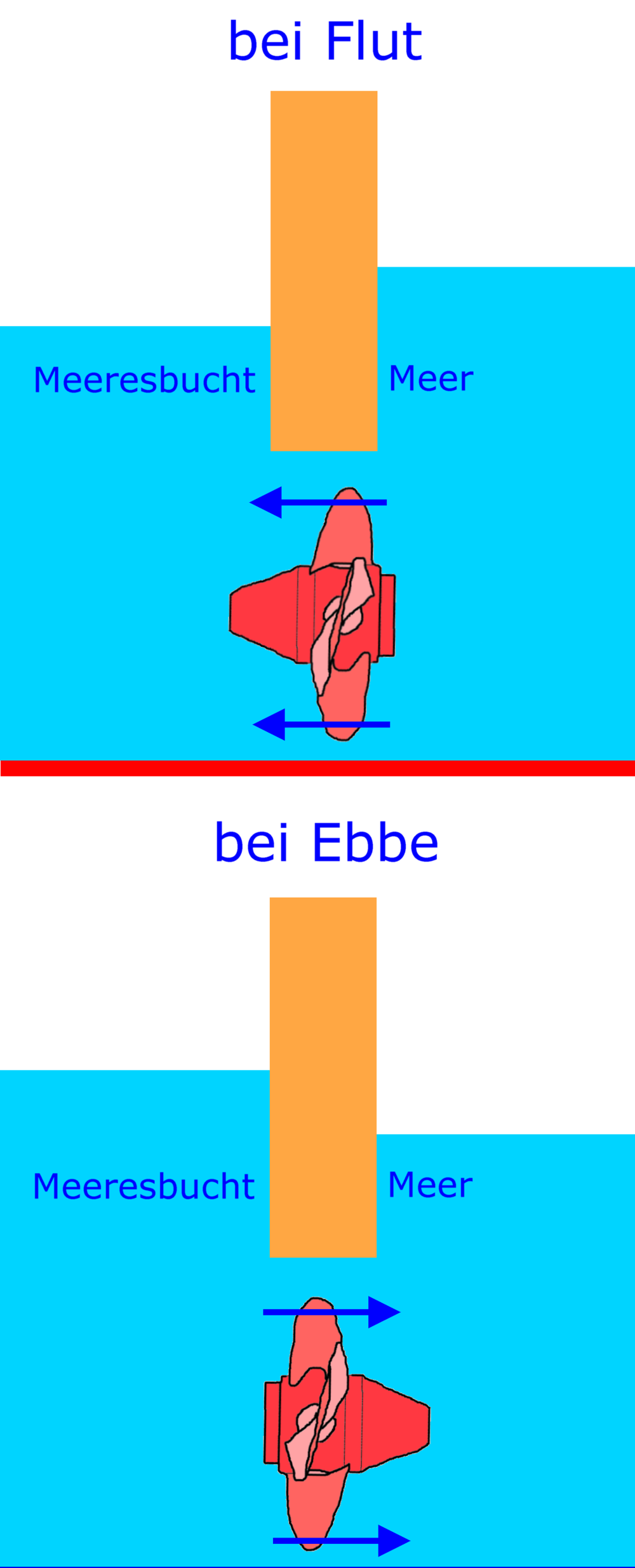
Az árapályerőmű működési elve és az áramló víz iránya dagály (fent) és apály (alul) esetén

Gát: Jellemzően folyótorkolatokba építik meg, ahol a dagály és az apály vízszint különbségét felhasználva energiát tudjanak előállítani.
Medencék: Dagálykor a gáton átjutó víz tárolására szolgálnak.
Zsilipkapuk: Ezek szabályozzák a medencébe, a turbinákhoz, illetve az azokból kiáramló víz mennyiségét. A zsilipeknek is több fajtája létezik, ezek a következők: csapó zsilipkapu, vertikálisan emelkedő zsilipkapu, radiális zsilipkapu.
Vízturbinák elektromos generátorokkal: Kinetikus energiává alakítják a gát két oldala közötti vízszint különbségből fakadó potenciális energiát. Ezután a turbina meghajtja a generátort, ami elektromos áramot termel. Különböző fajtái ismeretesek, mint például: hagyma- vagy csőturbina, reverzibilis turbinák. A hagymaturbinánál a generátorok hagyma vagy cső alakú térben vannak elhelyezve. A turbinának horizontális tengelyű propellere van, különböző dőlésszögű lapátokkal. A reverzibilis turbinák dagálykor is energiát termelnek, de ezek már igen bonyolultak és drágák. Az energiatermelése időben sokkal egyenletesebb, de a hatásfoka csökken, hiszen a turbina lapátokat nem lehet mind a két irányhoz ideálisan beállítani.

## Technológiai megoldások
Egy utas, egy medencés rendszerek: Ez a legegyszerűbb árapály energia termelő mód. A rendszer magába foglal egy gáttal lezárt folyótorkolatot, a gátban elhelyezett turbinákkal. A dagály periódusában a zsilipeken keresztül a víz a gát mögé áramlik, így apálykor a medencében összegyűlt víz magasabb szintű, mint a tenger. Ilyenkor a zsilipeken és a turbinákon keresztül a tengerbe áramló víz energia termelésre használható.
Két utas, egy medencés rendszerek: Működéséhez nagyobb és drágább turbinák szükségesek, hiszen nem csak az apálykor a medencéből a tengerbe áramló víz által lehet energiát termelni, hanem a dagálykor a medencébe áramló víz által is. Viszont a dagálykor befelé áramló vízből kevesebb energia nyerhető, hiszen általában egy folyó torkolata van elzárva, és maga a folyó feltorlódik a gát mögött, csökkentve a turbinák gazdaságos üzemeltetésénél oly fontos esésmagasságot.
Összetett medencés rendszerek: Ebben az esetben két egyutas medence áll összeköttetésben. A dagály előbb feltölti a magas szintű medencét, majd lezárják a zsilipeket. A magas szintű medencéből a víz az alacsony szintű medencébe áramlik, turbinákon keresztül. Amikor a tengerszint alacsonyabban helyezkedik el, mint az alacsony szintű medence vízszintje, akkor újabb turbinákon át kiengedik a vizet a tengerbe. Ez a folyamat addig megy, amíg az alacsony szintű medence vízszintje meg nem egyezik a tenger szintjével. Ezután lezárják az alacsony szintű medence zsilipkapuit, hogy megakadályozzák, hogy a dagály feltöltse. Ezzel a módszerrel folyamatosan lehet energiát termelni.

## Előnyei
- Hosszútávú megoldás, amellyel sok fosszilis energiahordozót válthatunk ki.
- A gát nem tud úgy átszakadni, mint egy vízerőműnél. Ha például egy földrengéstől összedőlne, akkor is csak olyan árhullám öntené el a partokat, ami dagálykor egyébként is lenne.

## Hátrányai
- A dagály által mozgatott víz nagyon sok hordalékot szállíthat, ezáltal kevés fény jut be a vízbe, így viszonylag szegényes lehet az élővilág. A gát sok hordalékot megfog, javulhatnak bizonyos – nem feltétlenül kedvelt – (hal)fajok életfeltételei.
- A gát ugyanakkor a folyó hordalékát és a benne levő mérgező anyagokat visszatarthatja a folyótorkolat területén, nehezen tud a természetes öntisztulás segítségével megtisztulni a víz.
- A gáton belüli víz sótartalma is csökken, amely szintén kihat az élővilágra.
- Bizonyos halfajok naponta mozognak a folyó és a tenger között, ezáltal őket megtizedelik a vízturbinák. Sokszor a hallépcső sem oldja meg ezt a problémát.
- A működési költségek ugyan alacsonyak, de maga a megépítés általában óriási összegeket emészt fel. A kevés magántőke miatt csak a nagyobb, gazdagabb országok vállalkozhatnak a megépíttetésére.

## Külső hivatkozások
- Árapály erőmű működési elve[halott link]
- A világ legnagyobb árapály erőműve
- National Geographic